# Vladislao I di Boemia
Vladislao I, in ceco Vladislav I., (1065 circa – Praga, 12 aprile 1125) fu duca di Boemia dal 1109 al 1117 e dal 1120 fino alla sua morte.

## Biografia
Vladislao I era un figlio di Vratislao II di Boemia dalla sua seconda moglie Świętosława, una figlia di Casimiro I di Polonia. Insieme a suo cugino Svatopluk, Vladislao espulse suo fratello Bořivoj II dalla Boemia nel 1107. Nel 1109 Svatopluk fu ucciso durante una campagna in Polonia e Vladislao I gli succedette come duca di Boemia. Bořivoj II tornò dall'esilio con il sostegno del principe Boleslao III Boccatorta di Polonia, ma fu sconfitto e imprigionato da Vladislao nel 1110.
Nonostante la sua vittoria, Vladislao I rimase sotto pressione polacca e fu costretto a riconoscere un fratello minore, Sobeslao, come sovrano subordinato della Moravia a Znojmo. Nel 1117 Vladislao I abdicò formalmente a favore di Bořivoj II, ma mantenne gran parte del potere effettivo. Nel 1120 Bořivoj fu di nuovo deposto e dotato di Znojmo, mentre Vladislao riprese il trono, che mantenne fino alla sua morte nel 1125. Venne sepolto nell'abbazia da lui fondata di Kladruby.
Vladislao I governò in un periodo difficile con notevole successo. Sebbene continuasse a riconoscere la sovranità del Sacro Romano Impero, resistette agli interventi della Polonia negli affari boemi, ai conflitti con i suoi parenti in Moravia e intraprese campagne offensive contro il regno di Polonia e il margraviato d'Austria. Nel 1110-11, Vladislao accompagnò l'imperatore Enrico V nella sua spedizione italiana, e incoraggiò il continuo insediamento tedesco nelle regioni di confine della Boemia. Nel 1121, ricostruì il castello di Dohna nel distretto di Nisan, che era stato distrutto all'inizio del XII secolo.

### Fondazioni monastiche
Vladislao promosse il cattolicesimo attraverso la fondazione dell'abbazia cistercense di Plasy nella Boemia occidentale nel 1112. Nel 1115 fu fondata l'abbazia benedettina di Kladruby, a ovest di Pilsen, con Vladislao che dotò l'abbazia di 25 curtis e la signoria di Zbraslav. Per consentirne ulteriormente il mantenimento, trasferì delle proprietà nella Boemia settentrionale vicino ad Český Dub (in tedesco Böhmisch-Aicha) nei pressi del popolo dei Sorbi. Cacciò parte della nobiltà locale, che era sotto la guida di suo fratello Sobeslao, in Polonia, da dove il gruppo cercò costantemente di portare un cambiamento di potere in Boemia. Inoltre nel 1117 ampliò l'abbazia con sei monaci e sei fratelli laici.

## Matrimonio e figli
Da sua moglie Richeza di Berg († 27 settembre 1125), figlia del conte Enrico I di Berg. Essi ebbero:
- Svatava, che sposò il conte Federico III di Diessen;
- Vladislao II di Boemia (1110 circa-18 gennaio 1174), duca e poi re di Boemia[4];
- Děpold I di Jamnitz († agosto 1167)[4];
- Jindřich (Enrico)[4] († dopo il 1169), che sposò Margaret. Suo figlio Bretislao divenne vescovo di Praga e successivamente duca di Boemia come Bretislao III.

## Ascendenza
|                          |                         |                       | Genitori                |  |  | Nonni |  |  | Bisnonni         |  |  | Trisnonni             |  |
|                          |                         |                       |                         |  |  |       |  |  | Ulrico di Boemia |  |  | Boleslao II di Boemia |  |
|                          |                         |                       |                         |  |  |       |  |  | Ulrico di Boemia |  |  | Boleslao II di Boemia |  |
|                          |                         | …                     |                         |  |  |       |  |  | Ulrico di Boemia |  |  |                       |  |
| Bretislao I di Boemia    |                         |                       |                         |  |  |       |  |  | Ulrico di Boemia |  |  |                       |  |
|                          |                         | Božena di Boemia      | …                       |  |  |       |  |  |                  |  |  |                       |  |
|                          |                         | Božena di Boemia      | …                       |  |  |       |  |  |                  |  |  |                       |  |
|                          |                         | Božena di Boemia      | …                       |  |  |       |  |  |                  |  |  |                       |  |
| Vratislao II di Boemia   |                         | Božena di Boemia      |                         |  |  |       |  |  |                  |  |  |                       |  |
|                          |                         | Enrico di Schweinfurt | Bertoldo di Schweinfurt |  |  |       |  |  |                  |  |  |                       |  |
|                          |                         | Enrico di Schweinfurt | Bertoldo di Schweinfurt |  |  |       |  |  |                  |  |  |                       |  |
|                          |                         | Enrico di Schweinfurt | Eilika di Walbeck       |  |  |       |  |  |                  |  |  |                       |  |
| Giuditta di Schweinfurt  |                         | Enrico di Schweinfurt |                         |  |  |       |  |  |                  |  |  |                       |  |
|                          |                         | Gerberga di Gleiberg  | Eriberto di Wetterau    |  |  |       |  |  |                  |  |  |                       |  |
|                          |                         | Gerberga di Gleiberg  | Eriberto di Wetterau    |  |  |       |  |  |                  |  |  |                       |  |
|                          |                         | Gerberga di Gleiberg  | Irmtrud di Avalgau      |  |  |       |  |  |                  |  |  |                       |  |
| Vladislao I di Boemia    |                         | Gerberga di Gleiberg  |                         |  |  |       |  |  |                  |  |  |                       |  |
|                          | Miecislao II di Polonia | Boleslao I di Polonia |                         |  |  |       |  |  |                  |  |  |                       |  |
|                          | Miecislao II di Polonia | Boleslao I di Polonia |                         |  |  |       |  |  |                  |  |  |                       |  |
|                          | Miecislao II di Polonia | Emnilda di Lusazia    |                         |  |  |       |  |  |                  |  |  |                       |  |
| Casimiro I di Polonia    | Miecislao II di Polonia |                       |                         |  |  |       |  |  |                  |  |  |                       |  |
|                          |                         | Richeza di Lotaringia | Azzo di Lotaringia      |  |  |       |  |  |                  |  |  |                       |  |
|                          |                         | Richeza di Lotaringia | Azzo di Lotaringia      |  |  |       |  |  |                  |  |  |                       |  |
|                          |                         | Richeza di Lotaringia | Matilde di Germania     |  |  |       |  |  |                  |  |  |                       |  |
| Świętosława di Polonia   |                         | Richeza di Lotaringia |                         |  |  |       |  |  |                  |  |  |                       |  |
|                          |                         | Vladimir I di Kiev    | Svjatoslav I di Kiev    |  |  |       |  |  |                  |  |  |                       |  |
|                          |                         | Vladimir I di Kiev    | Svjatoslav I di Kiev    |  |  |       |  |  |                  |  |  |                       |  |
|                          |                         | Vladimir I di Kiev    | Maluša                  |  |  |       |  |  |                  |  |  |                       |  |
| Maria Dobroniega di Kiev |                         | Vladimir I di Kiev    |                         |  |  |       |  |  |                  |  |  |                       |  |
|                          |                         | Anna Porfirogenita    | Romano II               |  |  |       |  |  |                  |  |  |                       |  |
|                          |                         | Anna Porfirogenita    | Romano II               |  |  |       |  |  |                  |  |  |                       |  |
|                          |                         | Anna Porfirogenita    | Teofano (X secolo)      |  |  |       |  |  |                  |  |  |                       |  |
|                          |                         | Anna Porfirogenita    |                         |  |  |       |  |  |                  |  |  |                       |  |